# Grupul Confederal al Stângii Unite Europene/Stânga Verde Nordică
Grupul Confederal al Stângii Unite Europene/Stânga Verde Nordică (Franceză : Gauche unitaire européenne/Gauche verte nordique, GUE/NGL) este un grup politic europarlamentar, fondat în 1995 și este compus din membrii cu orientări de stânga, către extremă stânga.
Grupul cuprinde partide politice cu orientări socialiste și comuniste.

## Istorie
În 1995, creșterea Uniunii Europene a dus la crearea grupului Stânga Verde Nordică, format din partide cu orientări socialiste. Stânga Verde Nordică a fuzionat cu Grupul Confederal al Stângii Unite Europene la 6 ianuarie 1995, formând Grupul Confederal al Stângii Unite Europene/Stânga Verde Nordică.
În 2013, un eurodeputat de la Laburiștii Croați - Partidul Laburist a intrat în grup.
În 2014, niciun eurodeputat nu a fost ales de la Partidul Socialist Irlandez,  Partidul Socialist din Letonia și de la Laburiștii Croați - Partidul Laburist . Eurodeputații de la Podemos precum și EH Bildu și partidul olandez Partidul pentru Animale au intrat în grup, în timp ce eurodeputații de la Partidul Refondării Comuniste și Alianța Stângii Finlandeze au reintrat în parlament și s-au realăturat grupului. Partidul Comunist al Greciei, unul dintre membrii fondatori ai grupului, a decis să părăsească grupul și să devină eurodeputații lui neafiliați.
În 2019, nu au fost aleși eurodeputați de la Partidul Comunist Francez, Mișacrea Populară Daneză împotriva UE, Partidul Socialist Olandez și partidele italiene Stânga și Partidul Refondării Comuniste. Eurodeputații de la France Insoumise, Partidul Muncitorilor din Belgia, germanii de la Mediul Uman Protecția Animalelor, 4 indepedenți irlandezi și danezii de la Alianța Roșu-Verde s-au alăturat grupului.

## Poziție
În conformitate cu declarația de constituire din 1994, grupul se opune actualelor structuri politice din UE, dar nu se opune integrării. Această declarație stabilește trei obiective pentru construirea altei Uniuni Europene, și anume schimbarea totală a instituțiilor pentru a o face mai democratică, distrugerea politicilor neoliberale și monetariste, și o politică de cooperare și dezvoltare echitabilă. Grupul caută să desființeze NATO și să împuternicească Organizația pentru Securitate și Cooperare în Europa (OSCE).
Grupul este ambigu între reformism și revoluție, lăsând la latitudinea fiecărui partid să decidă modul pe care îl consideră cel mai potrivit pentru atingerea acestor obiective. Ca atare, s-a poziționat simultan cu persoane din interiorul instituțiilor europene, permițându-i să influențeze deciziile luate prin codecizie; și cu străini prin disponibilitatea sa de a căuta o altă Europă care să abolească Tratatul de la Maastricht.

Harta membrilor GUE/NGL după statele membre. Roșu închis indică membrii care trimit mai mulți eurodeputați GUE/NGL, roșu deschis indică membrii care trimit un singur eurodeputat GUE/NGL.

## Membrii

### Al zecelea Parlament European
| Țară              | Partid Național                                                                                           | Partid European/alianță | Partid European/alianță | MPE      |
| ----------------- | --- | ----------------------- | ----------------------- | -------- |
| Belgia            | Partidul Muncitoresc din Belgia Partij van de Arbeid van België (PVDA) Parti du Travail de Belgique (PTB) |                         | Nu are                  | 2 / 21   |
| Cipru             | Partidul Progresist al Poporului Muncitor Ανορθωτικό Κόμμα Εργαζόμενου Λαού (ΑΚΕΛ)                        |                         | PSE (observator)        | 1 / 6    |
| Danemarca         | Alianța Roșu-Verde Enhedslisten – De Rød-Grønne (Ø)                                                       |                         | PSE/NTP!                | 1 / 15   |
| Finlanda          | Alianța Stângii Vasemmistoliitto (vas.)                                                                   |                         | NTP!                    | 3 / 15   |
| Franța            | La France Insoumise (LFI)                                                                                 |                         | NTP!/PSE (observator)   | 9 / 81   |
| Germania          | Stânga Die Linke                                                                                          |                         | PSE                     | 3 / 96   |
| Germania          | Partidul Protecției Animalelor Partei Mensch Umwelt Tierschutz (PMUT)                                     |                         | Politica Animalelor UE  | 1 / 96   |
| Grecia            | Coaliția Stângii Radicale – Alianța Progresistă Συνασπισμός Ριζοσπαστικής Αριστεράς (ΣΥΡΙΖΑ)              |                         | PSE                     | 4 / 21   |
| Irlanda           | Sinn Féin (SF)                                                                                            |                         | Nu are                  | 2 / 14   |
| Irlanda           | Luke 'Ming' Flanagan (Indepedent)                                                                         |                         | Indepedent              | 1 / 14   |
| Italia            | Mișcarea Cinci Stele Movimento 5 Stelle (M5S)                                                             |                         | Nu are                  | 8 / 76   |
| Italia            | Stânga Italiană Sinistra Italiana (SI)                                                                    |                         | NTP!/PSE (observator)   | 2 / 76   |
| Portugalia        | Blocul de Stânga Bloco de Esquerda (BE)                                                                   |                         | NTP!                    | 1 / 21   |
| Portugalia        | Partidul Comunist Portughez Partido Comunista Português (PCP)                                             |                         | Nu are                  | 1 / 21   |
| Spania            | Podemos                                                                                                   |                         | NTP!                    | 2 / 61   |
| Spania            | Mișcarea Unitate Movimiento Sumar (Sum)                                                                   |                         | Nu are                  | 1 / 61   |
| Spania            | Euskal Herria Bildu (EHB)                                                                                 |                         | PSE                     | 1 / 61   |
| Suedia            | Partidul Stângii Vänsterpartiet (V)                                                                       |                         | NTP!                    | 2 / 21   |
| Țările de Jos     | Partidul pentru Animale                                                                                   |                         | Politica Animalelor UE  | 1 / 31   |
| Uniunea Europeană | Total | Total                   | Total                   | 46 / 720 |

### Al nouălea Parlament European
| Țară              | Partid Național                                                                                           | Partid European/alianță | Partid European/alianță | MPE      |
| ----------------- | --- | ----------------------- | ----------------------- | -------- |
| Belgia            | Partidul Muncitoresc din Belgia Partij van de Arbeid van België (PVDA) Parti du Travail de Belgique (PTB) |                         | Nu are                  | 1 / 21   |
| Cipru             | Partidul Progresist al Poporului Muncitor Ανορθωτικό Κόμμα Εργαζόμενου Λαού (ΑΚΕΛ)                        |                         | PSE (observator)        | 2 / 6    |
| Republica Cehă    | Partidul Comunist din Boemia și Moravia Komunistická strana Čech a Moravy (KSČM)                          |                         | PSE (observator)        | 1 / 21   |
| Danemarca         | Alianța Roșu-Verde Enhedslisten – De Rød-Grønne (Ø)                                                       |                         | PSE/NTP!/NGL            | 1 / 14   |
| Finlanda          | Alianța Stângii Vasemmistoliitto (vas.)                                                                   |                         | PSE/NTP!/NGL            | 1 / 14   |
| Franța            | La France Insoumise (LFI)                                                                                 |                         | NTP!                    | 6 / 79   |
| Germania          | Stânga Die Linke                                                                                          |                         | PSE                     | 5 / 96   |
| Grecia            | Coaliția Stângii Radicale – Alianța Progresistă Συνασπισμός Ριζοσπαστικής Αριστεράς (ΣΥΡΙΖΑ)              |                         | PSE                     | 6 / 21   |
| Irlanda           | Sinn Féin (SF)                                                                                            |                         | Nu are                  | 1 / 13   |
| Irlanda           | Independents 4 Change                                                                                     |                         | Nu are                  | 2 / 13   |
| Irlanda           | Luke 'Ming' Flanagan (Indepedent)                                                                         |                         | Indepedent              | 1 / 13   |
| Portugalia        | Blocul de Stânga Bloco de Esquerda (BE)                                                                   |                         | PSE/NTP!                | 2 / 21   |
| Portugalia        | Partidul Comunist Portughez Partido Comunista Português (PCP)                                             |                         | Nu are                  | 2 / 21   |
| Spania            | Podemos                                                                                                   |                         | NTP!                    | 3 / 59   |
| Spania            | Stânga Unită Izquierda Unida (IU)                                                                         |                         | PSE                     | 2 / 59   |
| Spania            | Euskal Herria Bildu (EHB)                                                                                 |                         | EFA                     | 1 / 59   |
| Suedia            | Partidul Stângii Vänsterpartiet (V)                                                                       |                         | NTP!/NGL                | 1 / 21   |
| Țările de Jos     | Partidul pentru Animale Partij voor de Dieren (PvdD)                                                      |                         | APEU                    | 1 / 29   |
| Uniunea Europeană | Total | Total                   | Total                   | 39 / 705 |